# Miesięcznik Nafta-Gaz
„Nafta-Gaz” (1945–1991: "Nafta) ISSIN:0867-8871 – miesięcznik o charakterze interdyscyplinarnym, poświęconym nauce i technice w przemyśle naftowym i gazowniczym. „Nafta-Gaz” wydawany jest od 1945 roku. Współtwórcą i redaktorem naczelnym był geofizyk, prof. Stanisław Plewa. Wydawcą miesięcznika jest Instytut Nafty i Gazu w Krakowie.